# Histoire de l'océan Indien
L'histoire de l'océan Indien est la partie de l'histoire qui concerne l'océan Indien, océan qui borde l'est de l'Afrique, le sud de l'Asie et l'ouest de l'Océanie. Elle est successivement marquée par des dominations arabe, portugaise, néerlandaise et britannique avant de connaître la décolonisation.